# Myrteta obliqua
Myrteta obliqua är en fjärilsart som beskrevs av George Francis Hampson 1893. Myrteta obliqua ingår i släktet Myrteta och familjen mätare. Inga underarter finns listade i Catalogue of Life.